# علي حسن العلي
علي حسن العلي، تربوي وكشاف كويتي، وُلد في منطقة شرق بمدينة الكويت، وبدأ مسيرته التعليمية مدرسًا في مدرسة النجاح الابتدائية ومدرسة الصباح الابتدائية، كما تولّى قيادة فرق الأشبال المدرسية. التحق بدائرة المعارف عام 1946 متخصصًا في النشاط الكشفي، وحصل على الشارة الخشبية في سوريا، ثم الشارة الدولية جيولويل في بريطانيا.

## المناصب والأوسمة
شارك ومثّل الكويت في مؤتمرات وأنشطة كشفية عالمية، وأسهم في تعزيز الروابط بين الكشافين العرب والعالم، وتقلّد عدة مناصب منها:
1. الأمين العام والمفوض الدولي لجمعية الكشافة الكويتية.
2. الموجه العام للتربية الكشفية في وزارة التربية.
3. القائد العام للمخيمات الكشفية السنوية والعربية.
4. عضو الهيئة العربية للتدريب الكشفي.

حصل على أوسمة رفيعة أبرزها قلادة الكشاف العربي ووسام الذئب البرونزي عام 1981 (الوسام رقم 145)، وهو أعلى وسام تمنحه المنظمة العالمية للحركة الكشفية للخدمات الاستثنائية. كرّمته الكويت ودول عربية وأجنبية بإطلاق اسمه على مركز التدريب الكشفي في بوحليفة وتنظيم احتفالات تأبينية بعد وفاته، بعد خدمة قرابة 40 عامًا.